# Carme Solé Vendrell

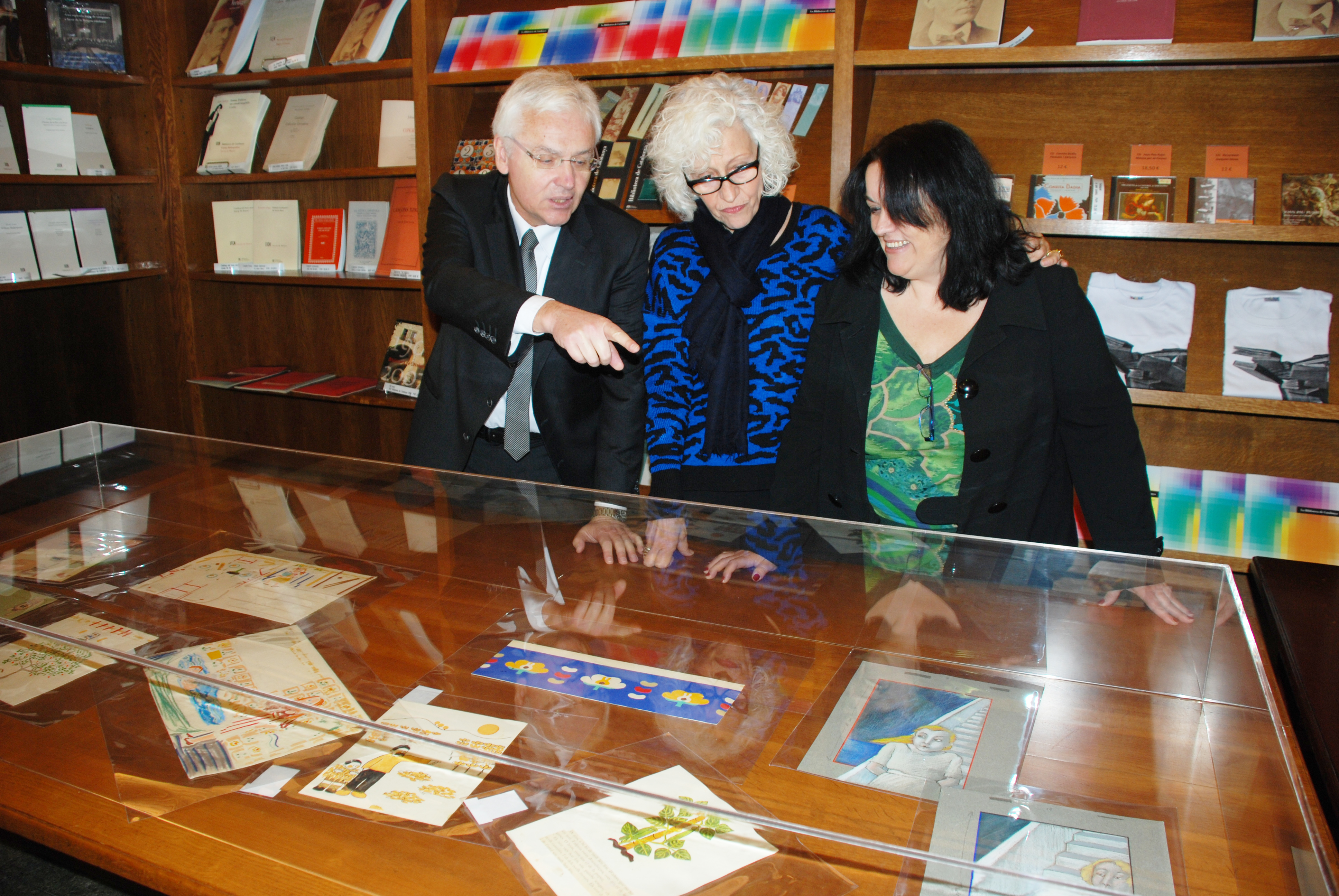
Carme Solé i Vendrell, en el centro, junto a Ferran Mascarell (izquierda) y Canalda Eugènia Serra Aranda (derecha) en el año 2013.

Carme Solé Vendrell (Barcelona, 1944) es una  ilustradora y escritora española, de ideología independentista, principalmente de libros para niños. Desde 1968 ha puesto imagen a más de un centenar de libros y ha colaborado en series de televisión como Víctor y María.
En 1979 recibió el Premio Nacional de ilustración por El niño que quería volar, Peluso y la cometa y Pedro y su sable; en 1981 se le concedió el Premio Lazarillo por las imágenes de Raspall (Cepillo). Ha sido candidata al premio Andersen en dos ocasiones y ha obtenido galardones internacionales como el  Janusz Korczak (1979) o el Critici in Erba (1992). También ha obtenido premios honoríficos como la Creu de Sant Jordi de la Generalidad de Cataluña, en 2006.
Como maestros de mayor influencia la autora menciona a Etienne Delessert y David McKee, como ilustradores, y a Picasso, Van Gogh, Kandinsky y Miró, entre los pintores.
Sus relatos suelen ser poéticos y con frecuencia se centran en periodos de evolución y crecimiento interior, incluyendo temas poco habituales en la literatura infantil, como la muerte de la madre. Estas fases suelen hallar algún referente externo en el paisaje; de hecho, el paisaje, siempre muy matizado, es un elemento crucial en su estilo. En su trabajo plástico utiliza una gran diversidad de técnicas: acuarelas, gouaches, pasteles, lápices de colores o tinta china, por ejemplo. Posee un estilo característico, especialmente en la representación de las caras, y suele prestar mucha atención a la expresividad, sobre todo de los sentimientos.
Entre sus obras más conocidas figuran La lluna d'en Joan, La roca o Los niños del mar. Aparte, como homenaje a Carme Solé se editó en el año 2000 un doble disco de lectura de varios de los cuentos ilustrados por la autora, titulado La luna de Juan. En el año 2007, la compañía Teatre Nu estrenó una versión teatral de este mismo cuento, en el cual también participó su autora encargándose de la parte plástica del espectáculo.
Entre el 2012 y el 2015 se depositó su fondo en la Biblioteca de Catalunya, compuesto por unos 400 dibujos.
Distinguida con la Medalla de Oro al Mérito en las Bellas Artes en 2021.